# Битва при Чосинском водохранилище

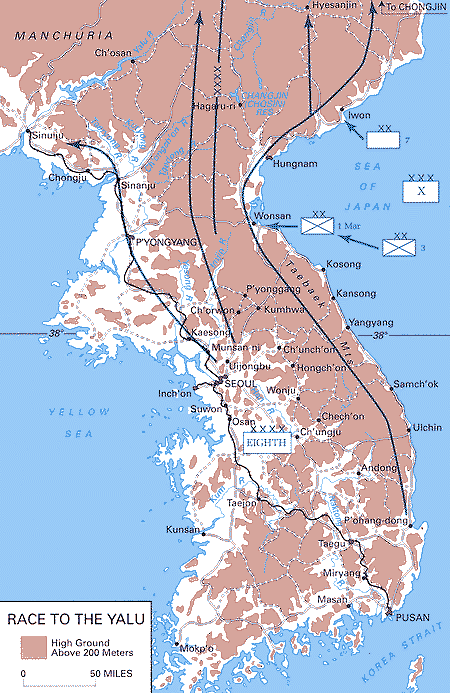
Продвижение сил ООН к реке Ялуцзян

Битва при Чосинском водохранилище произошла в 1950 году в ходе Корейской войны между силами ООН (подразделения США и Великобритании) и китайскими народными добровольцами (КНД).

## Предыстория сражения
К середине октября 1950 года, после рокового для КНА сентябрьского контрнаступления, удачной Инчхонской операции и прорыва 8-й армией Пусанского периметра, стало ясно, что Корейская народная армия разгромлена и что занятие всего Корейского полуострова силами США является лишь вопросом времени. По центру Северная Корея делится напополам горами Тхэбек, которые разделяют силы США на две части: 8-я армия продвинулась на север через западное побережье Корейского полуострова, 1-й и 10-й корпуса продвигались на север по восточному побережью.
Приблизительно в это же время, после пересечения десятым корпусом тридцать восьмой параллели, в войну вступила КНР. 19 октября 1950 года крупные соединения китайских войск, получивших название «Народная добровольческая армия», тайно пересекли границу КНДР. 42 корпус, к 23 октября, достиг Чосинского водохранилища.
В конце ноября 1950 года вступившая на территорию Кореи китайская армия развернула успешное наступление против сил США по всему фронту. На восточном побережье Кореи, в районе водохранилища Чосин, X корпус США (в составе 1-й дивизии морской пехоты США, полка 7-й пехотной дивизии США и батальона коммандос Великобритании) был окружён и отрезан от снабжения превосходящими силами противника, насчитывавшими 8 дивизий. В тяжелейших зимних условиях (глубокие сугробы, температура до — 40oC) американские подразделения сумели в начале декабря прорвать кольцо окружения и прорваться к Хыннаму, откуда впоследствии были эвакуированы по морю.

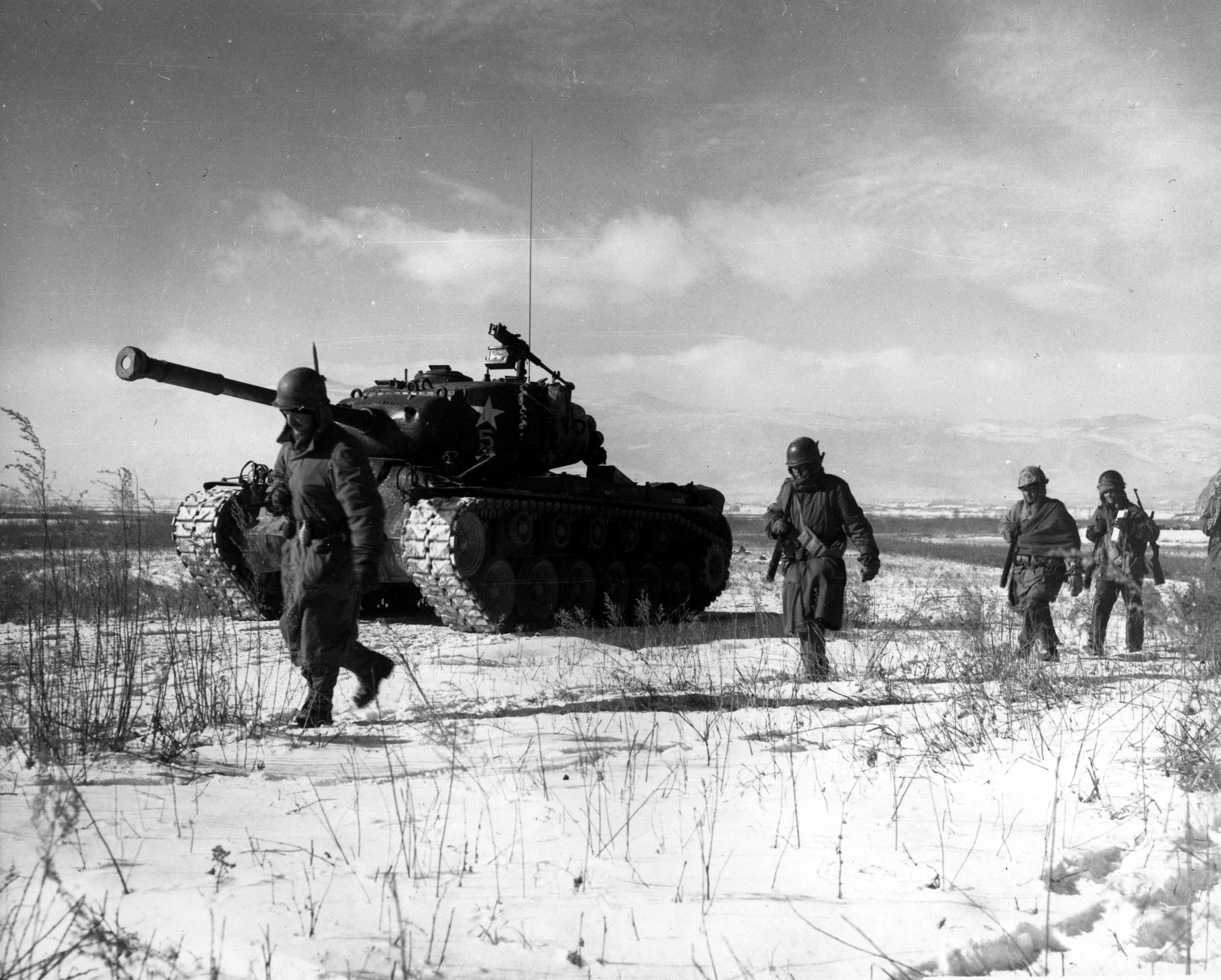
Морские пехотинцы отступают от Чосина

Сражение при Чосинском водохранилище считается[кем?] одной из наиболее славных страниц в истории Корпуса морской пехоты США. Командиру 1-й дивизии морской пехоты генералу Оливеру Смиту ошибочно приписывают знаменитую фразу, будто бы сказанную в ходе сражения: «Отступление? Чёрт, мы просто наступаем в другом направлении!» В действительности эта вымышленная фраза содержит в себе общий смысл объяснений, данных Смитом журналистам.
С 27 ноября по 13 декабря 1950 года в ходе сражения при Чосинском водохранилище 9-я армия КНД смогла остановить продвижение X корпуса США, британских и южнокорейских частей. 1-я дивизия морской пехоты США и подразделения армии США находились под угрозой окружения. Несмотря на то, что группировке США и их союзников благодаря подавляющему превосходству в технике удалось избежать уничтожения и пробиться к прибрежному порту Хыннам, 9-я армия КНД добилась главного — группа вторжения эвакуировалась морем. В это же время в западной части полуострова в сторону 38-й параллели отступали части 8-й армии США, что, как показало дальнейшее развитие событий, означало провал планов США и их союзников военным путем добиться объединения Кореи.
Сражение при Чосинском водохранилище продемонстрировало не только горизонт физических способностей человека и потенциала современной на тот момент техники (температура воздуха опускалась ниже −40 градусов по Цельсию), но и способность легковооруженной армии, имеющей значительный партизанский опыт, навязать противнику, имеющему превосходство в огневой мощи, свой стиль ведения войны, достичь стратегических целей вопреки соотношению сил и ходу боевых действий.
Потери обеих сторон в ходе сражения были велики. Только погибшими силы США потеряли свыше 1 000 чел. и около 5 000 пропавшими без вести, а аналогичные потери китайцев определяются в 25 тысяч . В войсках обеих сторон значительным было число небоевых потерь от обморожений.
Одним из участников сражения был Александр Хейг, занимавший в начале 1980-х годов пост госсекретаря США.
Благодаря успехам китайской армии в битве при Чосинском водохранилище 24 декабря 1950 года армия США в спешке покинула порт Хыннам, уничтожив стратегические запасы, которые не смогла забрать с собой.